# Babylon (hrabstwo Suffolk)
Babylon – wieś w Stanach Zjednoczonych, w stanie Nowy Jork, w hrabstwie Suffolk.